# Love or Bread
Love or Bread (Chinois: 我的億萬麵包 ; pinyin: Wǒ de yì wàn miànbāo est un drama taïwanais diffusé en 2008-2009 sur CTV et GTV.

## Acteurs et personnages
- Joe Cheng : Frank/ Cai Jing Lai 蔡進來
- Ariel Lin : Zheng Shan Mei 曾善美
- Bryant Chang : Jin En Hao 金恩浩
- Zhang Yu Chen : Wang Ling Long 黃玲瓏
- Huang Wen Xing : Wen Xing (lui-même) 文星
- Lu Xiao Lin : Ye Ke Na 葉可娜
- Wu Jian Fei : Jing Rong 景融
- Zhang Na : Xiao Bo 曉波
- Guo Zi Qian : Zhen Huo Shu 曾火樹
- Lin Mei Xiu : Zhen Huang Shui Liang 曾黃水涼
- Wang Yue Tang : Zeng Xiao Bei 曾小貝
- Yue Yao Li : Père adoptif En Hao
- Zhao Shun : Wan Ye

## Musique
- Générique du début : Million Dollar Happiness par Hwang Weng Xing
- Générique de fin : A Taste of Bread par Ariel Lin

### Insérez chansons
- If I Could par Babyface
- 歐兜水 par Hwang Weng Xing

## Diffusion internationale
| Pays        | Chaîne                                        | Titre         | Série prémière                    |
| ----------- | --------------------------------------------- | ------------- | --------------------------------- |
| Taïwan      | CTV / GTV                                     | 我的億萬麵包  | 16 novembre 2008 22 novembre 2008 |
| Philippines | ABS-CBN                                       | Love or Bread | 15 juin 2009                      |
| Japon       | TV Kanagawa Metele Shizuoka Asahi TV BS Japan | 私の億万LOVE  |                                   |

### Sources
- (en) Cet article est partiellement ou en totalité issu de l’article de Wikipédia en anglais intitulé « Love or Bread » (voir la liste des auteurs).